# Kim Jong-un
Kim Jong-un (korejski: 김정은, Pjongjang, 8. siječnja 1982. ili 1983.) sjevernokorejski je političar i vrhovni vođa Sjeverne Koreje od 2011. Vođa je Radničke partije Koreje od 2012. Drugo je dijete Kim Jong-ila, drugog vrhovnog vođe Sjeverne Koreje od 1994. do 2011. Unuk je Kim Il-sunga, osnivača i prvog vrhovnog vođe Sjeverne Koreje od 1948. do smrti 1994.
Dana 24. prosinca 2011. godine postao je maršal, i vrhovni zapovjednik vojske, a dva dana poslije, 26. prosinca, postao je predsjednik Centralnog komiteta Radničke partije Koreje.

## Mladost i obrazovanje
Sjevrnokorejski mediji prenosili su da je Kim Jong-un rođen 8. siječnja 1982., ali južnokorejski i američki tvrde da je rođen godinu poslije. Vjeruje se da je njegova godina rođenja promijenjena iz simboličkih razloga – godine 1982. prošlo je 70 godina od rođenja njegova djeda i 40 godina od rođenja njegova oca.
Kim je drugo od troje djece Kim Jong-ila i njegove supruge Ko Yong-hui. Njegov stariji brat Kim Jong-chul rođen je 1981., a njegova mlađa sestra Kim Yo-jong 1987.
Vjeruje se da su supruga Kim Jong-ila i njihova djeca neko vrijeme živjeli u Švicarskoj, odnosno Ženevi. 
Školovao se u Švicarskoj u Gümligenu kraj Berna u „International School“ (ISB).